# Motion (album de Calvin Harris)
Pour les articles homonymes, voir Motion.
Albums de Calvin Harris
18 Months
(2012)
Singles
1. Under Control
Sortie : 15 octobre 2013
2. Summer
Sortie : 14 mars 2014
3. Blame
Sortie : 5 septembre 2014
4. Slow Acid
Sortie : 14 octobre 2014
5. Outside
Sortie : 21 octobre 2014
6. Open Wide
Sortie : 27 octobre 2014
7. Burnin'
Sortie : 29 octobre 2014
8. Overdrive
Sortie : 22 décembre 2014
9. Pray To God
Sortie : 7 février 2015

Motion est le quatrième album studio du disc jockey et producteur écossais Calvin Harris, sorti le 3 novembre 2014 en France, sur le label Sony Music Entertainment.

## Développement et singles
Le 14 mars 2014, la chanson Summer a été jouée en avant-première sur la station de radio britannique Capital FM. Le morceau a été publié le 14 mars 2014 en tant que premier single extrait de l’album,. Il a fait son entrée dans les hit-parades britanniques et irlandais à la première place des classements.
Au début du mois de juin de la même année, Harris a annoncé la sortie du titre Blame via Twitter, en révélant la pochette du single. Celui-ci est une collaboration avec le chanteur britannique John Newman. Plus tard, le 26 juin 2014, Harris a publié un morceau plus dance intitulé C.U.B.A. sur SoundCloud.
Le 5 octobre 2014, Harris a annoncé le reste des artistes inclus sur l’opus, dont Ellie Goulding, Ummet Ozcan, Big Sean, R3hab, Tinashe, Haim, Firebeatz, Hurts, All About She et Gwen Stefani.

## Liste des pistes
| No  | Titre                                    | Auteur                                            | Durée |
| --- | ---------------------------------------- | ------------------------------------------------- | ----- |
| 1.  | Faith                                    | Calvin Harris, John Newman, Steve Mac             | 3:39  |
| 2.  | Under Control (avec Alesso, feat. Hurts) | Harris, Alessandro Lindblad, Theo Hutchcraft      | 3:04  |
| 3.  | Blame (feat. John Newman)                | Harris, Newman, James Newman                      | 3:32  |
| 4.  | Love Now (feat. All About She)           | Harris, All About She                             | 3:38  |
| 5.  | Slow Acid                                | Harris                                            | 3:41  |
| 6.  | Outside (feat. Ellie Goulding)           | Harris, Ellie Goulding                            | 3:47  |
| 7.  | It Was You (avec Firebeatz)              | Harris, Firebeatz                                 | 3:44  |
| 8.  | Summer                                   | Harris                                            | 3:42  |
| 9.  | Overdrive (avec Ummet Ozcan)             | Harris, Ummet Ozcan                               | 4:51  |
| 10. | Ecstasy (feat. Hurts)                    | Harris, Hutchcraft                                | 3:41  |
| 11. | Pray to God (feat. Haim)                 | Harris, Haim, Ariel Rechtshaid                    | 3:52  |
| 12. | Open Wide (feat. Big Sean)               | Harris, Big Sean                                  | 3:07  |
| 13. | Together (feat. Gwen Stefani)            | Harris, Gwen Stefani, Benjamin Levin, Ryan Tedder | 3:38  |
| 14. | Burnin' (avec R3hab)                     | Harris, R3hab                                     | 3:54  |
| 15. | Dollar Signs (feat. Tinashe)             | Harris, Tinashe                                   | 3:56  |

## Historique de sortie
| Pays             | Date(s)         | Format(s)                    | Label(s)                          |
| ---------------- | --------------- | ---------------------------- | --------------------------------- |
| Allemagne        | 31 octobre 2014 | CD, téléchargement numérique | Sony                              |
| Australie        | 31 octobre 2014 | CD, téléchargement numérique | Sony                              |
| Finlande         | 31 octobre 2014 | Téléchargement numérique     | Sony                              |
| Nouvelle-Zélande | 31 octobre 2014 | CD, téléchargement numérique | Sony                              |
| Pays-Bas         | 31 octobre 2014 | Téléchargement numérique     | Sony                              |
| Suède            | 31 octobre 2014 | Téléchargement numérique     | Sony                              |
| Danemark         | 3 novembre 2014 | Téléchargement numérique     | Sony                              |
| France           | 3 novembre 2014 | Téléchargement numérique     | Sony                              |
| Norvège          | 3 novembre 2014 | Téléchargement numérique     | Sony                              |
| Philippines      | 3 novembre 2014 | Téléchargement numérique     | Sony                              |
| Portugal         | 3 novembre 2014 | Téléchargement numérique     | Sony                              |
| Royaume-Uni      | 3 novembre 2014 | CD, téléchargement numérique | Deconstruction, Fly Eye, Columbia |
| Singapour        | 3 novembre 2014 | Téléchargement numérique     | Sony                              |
| Brésil           | 4 novembre 2014 | Téléchargement numérique     | Sony                              |
| États-Unis       | 4 novembre 2014 | Téléchargement numérique     | Sony                              |
| Russie           | 4 novembre 2014 | Téléchargement numérique     | Sony                              |